# Александровка (Абхазия)
Алекса́ндровка (Александровское) или Амхял (абх. Амхьал, груз. ალექსანდროვკა) — село в Абхазии, в Гулрыпшском районе частично признанной Республики Абхазия, согласно административному делению Грузии — в Гульрипшском муниципалитете Абхазской Автономной Республики. Находится на высоте 380 метров над уровнем моря.
Основано греками, выходцами из Понтийской Санты, в 1866 году. В 1867 году из села Амхял в Турцию было выселено коренное абхазское население. В 1949 году они были насильственно высланы в Казахстан.

## Население
В 1959 году в селе Александровка жили 699 человек, в основном грузины (в Багмаранском сельсовете в целом — 1407 человек, также в основном грузины). В 1989 году в селе жили 783 человека, также в основном грузины.
| Численность населения | Численность населения | Численность населения |
| 1886                  | 1959                  | 1989                  |
| --------------------- | --------------------- | --------------------- |
| 186                   | ↗699                  | ↗783                  |